# Cheminée de Ravine Creuse
La cheminée de Ravine Creuse est la cheminée d'une ancienne usine sucrière de l'île de La Réunion, département d'outre-mer français dans le sud-ouest de l'océan Indien. Située au 970 chemin Ravine-Creuse à Saint-André, elle est inscrite en totalité à l'inventaire supplémentaire des Monuments historiques depuis le 27 juin 2002, ainsi que son terrain d’assiette,. Un nouvel arrêté d'inscription du 27 juin 2002 se substitue à celui de 2002.